# Găuzeni
Găuzeni è un comune della Moldavia di 1.404 abitanti situato nel distretto di Șoldănești.